# Dalmatiek (profaan)

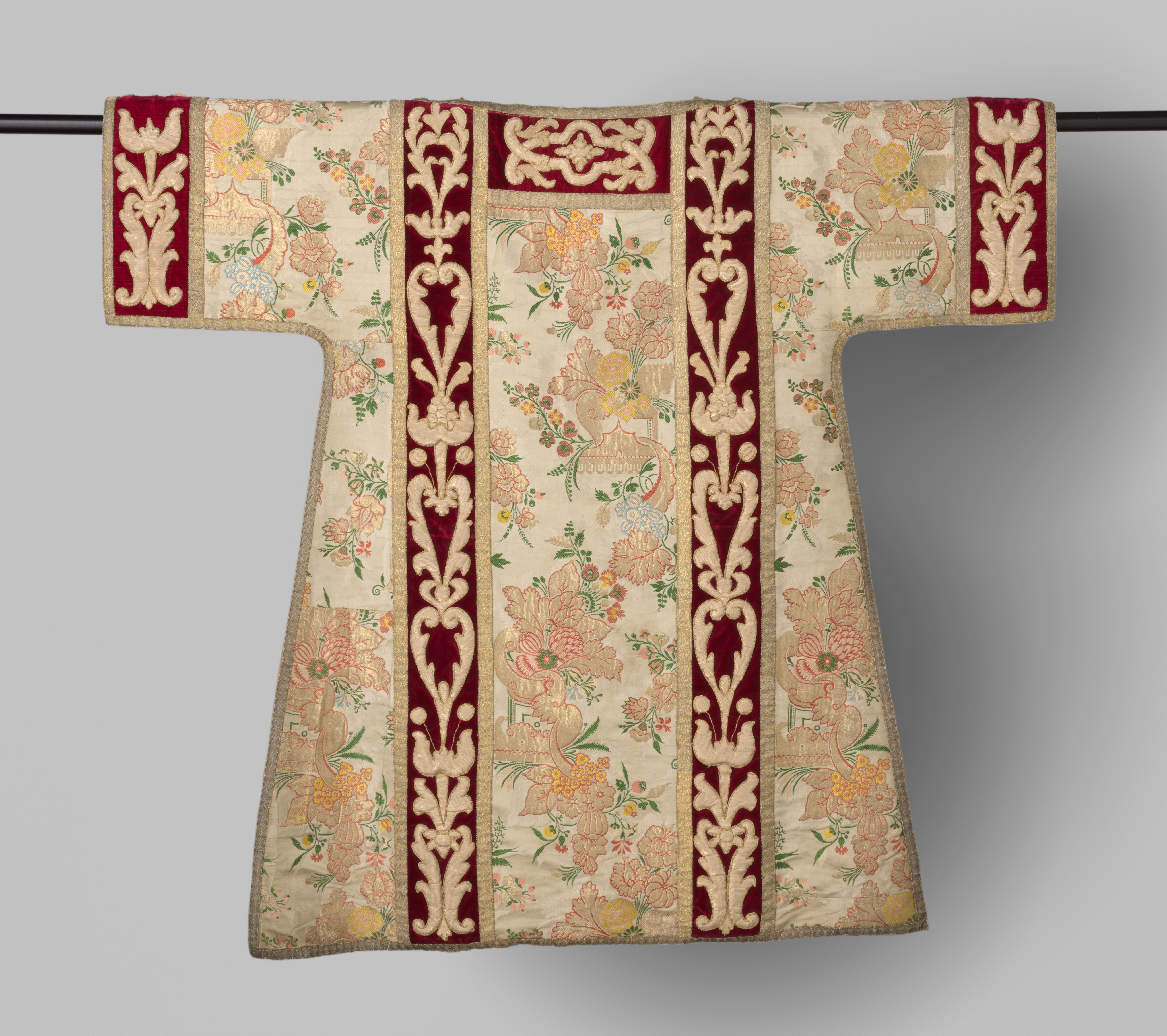
Dalmatiek van goudbrokaat, Rijksmuseum Amsterdam

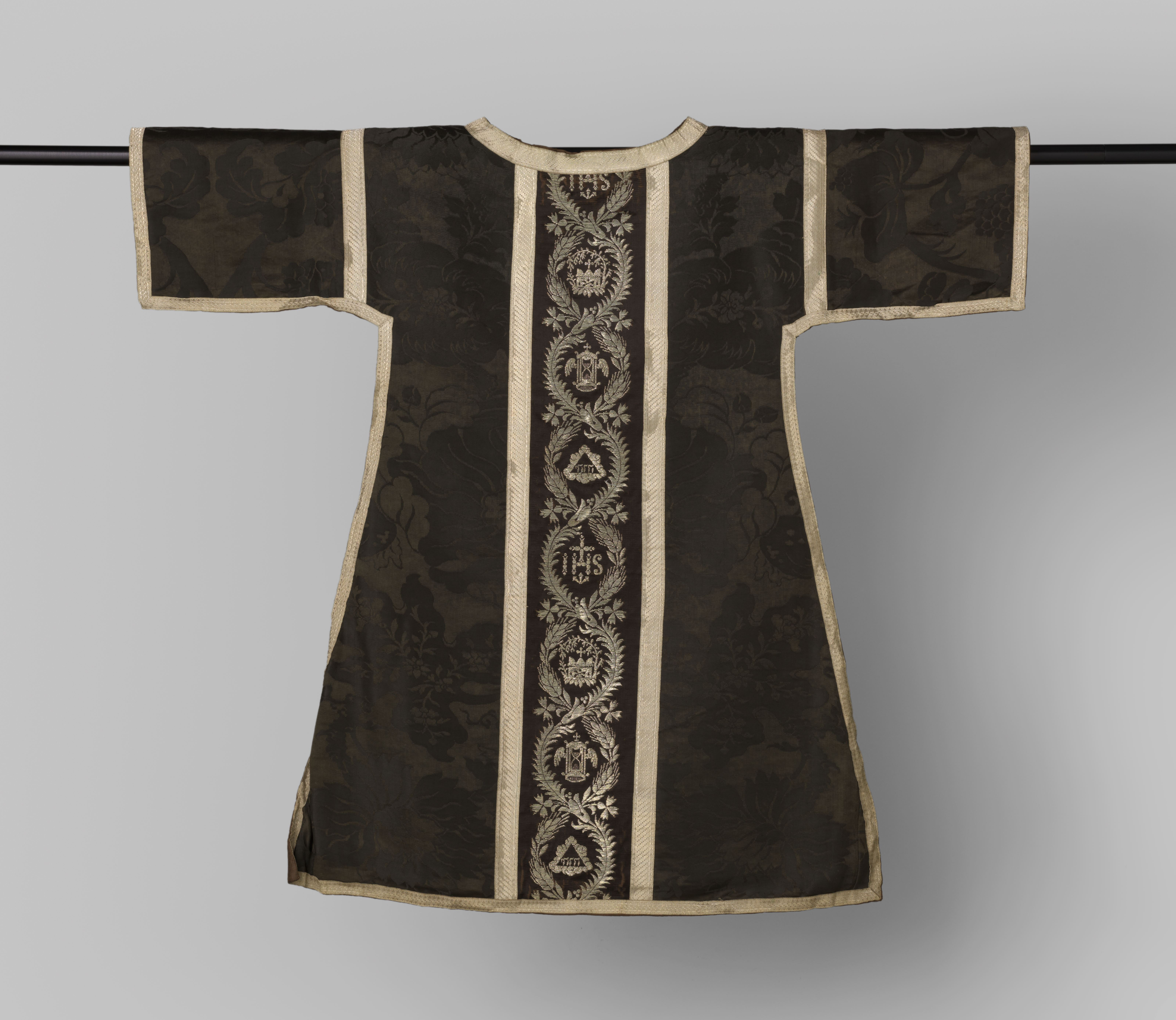
Rouwdalmatiek, Rijksmuseum Amsterdam

Een dalmatiek, van het Latijnse "dalmaticus" of " vestis dalmatica", was een mouwloos hemd dat door welgestelde Romeinse burgers boven de onderkleding gedragen werd. 
Oorspronkelijk was het een kledingstuk uit de streek Dalmatië dat leek op een tunica.
Het korte witte mouwloze hemd uit wol of linnen werd met twee "clavi" of rode strepen versierd. Men trok het over het hoofd aan want het heeft geen knopen.
De dalmatiek is vooral bekend gebleven als een kledingstuk dat door een diaken en soms door een bisschop gedragen wordt. Dit parament is onderdeel van de voorgeschreven kleding van de Rooms-Katholieke Kerk, de Anglicaanse Kerk en de Presbyteriaanse Kerk.
Ook bij kroningen werden de vorsten eeuwenlang in een dalmatiek gehuld. Boven de dalmatiek werd dan de kroningsmantel gedragen.Het dragen van een dalmatiek duidt op de aanspraak die de Keizer van het Heilige Roomse Duitse Rijk en ook de Europese koningen eeuwenlang maakten op een positie binnen de kerk.

Ook de Russische keizers droegen bij hun kroning een dalmatiek.

De strijd daarover is in het voordeel van de Paus en de kerk beslecht. De keizer heeft nooit een werkelijk priesterlijke status verworven maar zijn dalmatiek herinnerde nog eeuwenlang aan zijn oude aanspraken. In de kroning van een Duitse keizer werd aangeduid dat de keizer een diaken was en dus een positie tussen de leken en de kerkelijke hiërarchie innam.
De Engelse koningin Elizabeth II werd in 1953 tijdens haar kroningsplechtigheid gekleed in een dalmatiek. Dit mouwloze  "cloth of gold" droeg zij tijdens de zalving.
Zie ook: Dalmatiek in de Rooms-Katholieke Kerk